# Вочман Ни
Ни Тошэ́н (кит. трад. 倪柝聲, упр. 倪柝声, пиньинь Ní Tuòshēng, 4 ноября 1903 года — 30 мая 1972 года), также известный под английскими именем и фамилией Вочман Ни (англ. Watchman Nee) — христианский проповедник, учитель Библии, основатель Поместные церкви (организация)

## Биография
Вочман Ни родился в семье методистов. В 17 лет он пережил духовное возрождение и присоединился к Церкви небесного мира (англ. Church of Heavenly Peace) в Миньхоу. В 21 год он встретился с английской миссионеркой Маргарет Барбер, оказавшей на юношу огромное влияние. С её помощью Ни познакомился с большим количеством христианских авторов, в то время как никакого систематического богословского образования он так и не получил. Через Маргарет Барбер молодой человек познакомился с трудами Д.М. Пантона, Роберта Говетта, Г.Х. Пембера, Джесси Пенн-Льюиса, Т. Остин-Спаркса и других.  Со временем его личная библиотека насчитывала более трех тысяч наименований по истории церкви, духовному росту и комментариям к Библии. 
В течение тридцати лет своего служения, начиная с 1922 года, он много путешествовал по Китаю с миссионерскими целями, основывая Поместные церкви и проводя конференции и обучения в Шанхае В 1952 году он был арестован китайскими властями и находился в тюрьме до самой своей смерти в 1972 году.
Дело Ни продолжил его ученик и сотрудник Уитнесс Ли, который сперва переехал на Тайвань, а затем в США.

## Труды
Вочман Ни — автор большого количества книг, некоторые из которых переведены на русский язык:
- «Духовный человек»
- «Нормальная жизнь христианина»